# Bad Kreuznach
Bad Kreuznach er en malerisk kurby og center for vinproduktion i Landkreis Bad Kreuznach i delstaten Rheinland-Pfalz i det vestlige Tyskland. Byen ligger 14 km sydvest for Bingen langs floden Nahe og har 44.000 indbyggere. Byen er center for Nahe-regionen.
Bad Kreuznach er en betydelig turistby med vingårde på åsene omkring byen og i hele Nahe-området. Blandt byens attraktioner er Alte Nahebrücke, der en bebygget bro over floden.
Dækfabrikanten Michelin har produktionsanlæg i Bad Kreuznach, og her ligger JYSK og den optiske teknologivirksomhed Schneider Optische Werke AG. 